# Vändtia
Vändtia är ett kortspel som går ut på att bli av med de kort man har på handen och på bordet framför sig. 
Varje spelare får i given först en rad med tre kort med baksidan uppåt och, ovanpå dessa, tre kort med framsidan uppåt, och därefter tre kort att hålla i handen. Resterande kort läggs som en talong mitt på bordet. Innan spelet sätter igång har spelarna möjlighet att byta ett eller flera kort på handen mot de uppvända korten man har framför sig. Det förekommer också att korten delas ut i grupper om fyra i stället för tre.
Förhand startar med att lägga ut ett kort från handen vilket då blir början på utspelshögen (enligt andra regler görs första utspelet av den som sitter med lägst kort på hand). Spelarna ska sedan i tur och ordning lägga ut kort som har samma valör som eller är högre än det senast lagda. Det är tillåtet att spela ut två eller flera kort samtidigt om alla är av samma valör. Efter varje utspel tar man nya kort från talongen, så att man hela tiden har minst tre kort på handen.
En spelare som inte kan lägga ett kort av samma eller högre valör måste plocka upp hela utspelshögen och sätta på handen. Man kan spela med tilläggsregeln att man först får ta upp ett eller två kort från talongen och hoppas på att något av dem är tillräckligt högt.
Tiorna och tvåorna är speciella kort. Med en tia kan man närsomhelst vända bort hela utspelshögen, som då inte längre ingår i spelet. Utspelshögen ska också vändas bort om fyra kort i samma valör spelas i följd. En tvåa får spelas ut efter ett ess,  alternativt när som helst varefter spelet fortsätter som vanligt. 
När man inte längre har några kort kvar på handen fortsätter man att spela med de rättvända korten på bordet. För de nedåtvända korten finns olika regler: antingen får ett fritt nedåtvänt kort vändas upp eller också måste de nedåtvända korten spelas blint.
Den spelare vinner som först har blivit av med alla sina kort. Alternativt fortsätter spelet tills bara en spelare har kort kvar och därmed blir spelets förlorare.
I Skåne kallas spelet ofta för skitgubbe, vilket kan leda till förväxling, eftersom namnet skitgubbe i andra delar av Sverige används om ett annat kortspel, nämligen det som också är känt under namnet mas. Vändtia kan också benämnas spansk skitgubbe. I t.ex. Finland kallas spelet också ofta för tre kort.